# Yuta Arai
Yuta Arai (25 de marzo de 2002) es un deportista japonés que compite en natación. Ganó una medalla de bronce en el Campeonato Mundial Junior de Natación de 2019, en la prueba de 200 m braza.